# Saison 14 de South Park
Chronologie
Saison 13 Saison 15
Cet article présente le guide des épisodes de la quatorzième saison de la série télévisée South Park.

## Controverses
La saison 14 de South Park contient les deux épisodes les plus controversés dans la pop-culture: 200 et 201. Dans les épisodes saison des stars comme Tom Cruise, Tiger Woods, Sarah Jessica Parker sont caricaturés. 200 et 201 n'ont pas été traduits en version française à cause de la censure et des menaces de mort d'Al-Qaïda, même la chaîne Comedy Central a reçu des menaces. Cependant William Coryn qui se charge du doublage a dit qu'une version française sera un jour adapté à l'épisode, cela a été réalisé assez rapidement. 

## Épisodes
| № | #  | Titre                                                                 | Réalisation | Scénario                 | Première diffusion |
| --- | -- | --------------------------------------------------------------------- | ----------- | ------------------------ | ------------------ |
| 196 | 1  | Guérison sexuelle Sexual Healing                                      | Trey Parker | Trey Parker              | 17 mars 2010       |
| Les meilleurs scientifiques de la nation se sont mis d'accord pour stopper l'affluence d'hommes célèbres et riches qui veulent d'un coup faire l'amour à de nombreuses femmes. Après des tests intensifs, certains CM1 de l'école élémentaire de South Park sont diagnostiqués comme étant « accros au sexe ». |    |                                                                       |             |                          |                    |
| 197 | 2  | L'Histoire de Scrotie McMorvoburnes The Tale of Scrotie McBoogerballs | Trey Parker | Trey Parker              | 24 mars 2010       |
| Les enfants doivent lire L'Attrape-cœurs de J. D. Salinger, un livre controversé. Ce livre les excite et leur inspire l'écriture de leur propre ouvrage. Quand les enfants apprennent que la mère de Stan a découvert leur « chef-d'œuvre », ils cherchent à se sortir de ce pétrin par n'importe quel moyen. |    |                                                                       |             |                          |                    |
| 198 | 3  | Medicinal Fried Chicken                                               | Trey Parker | Trey Parker              | 31 mars 2010       |
| Une nouvelle loi du Colorado dit qu’il est légal de fumer de l’herbe si on a un avis médical. Randy est le premier à vouloir en acheter, cependant, n’ayant aucune raison médicale qui l'y autorise, il va tout faire pour avoir un cancer. Pendant ce temps, Cartman fait tout pour retrouver les produits du KFC, son restaurant préféré, qui a été remplacé par une boutique de « cannabis thérapeutique ».                        |    |                                                                       |             |                          |                    |
| 199 | 4  | Vous avez 0 amis You have 0 friends                                   | Trey Parker | Trey Parker              | 7 avril 2010       |
| Les enfants sont pris dans la mode Facebook. Alors que Stan est plus ou moins forcé d'y adhérer, Kyle prend un garçon solitaire pour ami, ce qui jette sur lui le discrédit et lui fait perdre les siens. |    |                                                                       |             |                          |                    |
| 200 | 5  | Titre français inconnu 200                                            | Trey Parker | Trey Parker & Matt Stone | 14 avril 2010      |
| Stan insulte Tom Cruise une fois de trop. South Park en subira les conséquences puisqu'en guise d'excuse, Tom Cruise veut voir Mahomet à South Park, ce qui pose un sérieux problème. |    |                                                                       |             |                          |                    |
| 201 | 6  | Titre français inconnu 201                                            | Trey Parker | Trey Parker              | 21 avril 2010      |
| Alors que Cartman est à deux doigts de découvrir qui est son père, les enfants jouent la montre avec Mahomet quand les célébrités et les rouquins veulent absolument se prévaloir de son pouvoir anti-moquerie. |    |                                                                       |             |                          |                    |
| 202 | 7  | Été handicapé Crippled Summer                                         | Trey Parker | Trey Parker              | 28 avril 2010      |
| Jimmy et Timmy participent à une compétition sportive pour handicapés sur le lac Tardicaca, mais Nathan et son complice Mimsy veulent tuer Jimmy. Entretemps Servietsky fait l'objet d'une « intervention » de la part de ses camarades qui en ont marre de le voir se détruire. |    |                                                                       |             |                          |                    |
| 203 | 8  | Pauvre et stupide Poor and Stupid                                     | Trey Parker | Trey Parker              | 6 octobre 2010     |
| Cartman rêve de devenir conducteur de NASCAR, persuadé que cet avenir est réservé aux personnes extrêmement pauvres et stupides. Il tente alors de devenir le plus pauvre et stupide possible afin de réaliser son rêve, attirant l'attention des médias sur la stupidité de ses prouesses. Kenny refuse alors de voir le NASCAR être ridiculisé et décide de tout faire pour l'arrêter.                                              |    |                                                                       |             |                          |                    |
| 204 | 9  | C'est un truc new-jersien It's a Jersey Thing                         | Trey Parker | Trey Parker              | 13 octobre 2010    |
| Alors que de plus en plus d'habitants du New Jersey s'installent à South Park, leur insupportable arrogance les rend vite indésirables aux yeux des autochtones. Randy Marsh apprend alors aux habitants que tout ce qui est à l'est des montagnes Rocheuses est déjà envahi par les Jersiais. La ville de South Park décide alors de résister à l'envahisseur.                                                                       |    |                                                                       |             |                          |                    |
| 205 | 10 | Inseption, m'voyez Insheeption                                        | Trey Parker | Trey Parker              | 20 octobre 2010    |
| À la demande de Wendy Testaburger, Stan accepte de ranger son casier avec l'aide d'un groupe de « spécialistes ». Mais, face à son casier, il est incapable de jeter quoi que ce soit, et est envoyé chez M. Mackey, qui souffre du même syndrome. Les experts voient dans leur passé une source possible de leurs problèmes actuels et décident de les y envoyer via une machine qui permet de pénétrer dans les rêves des autres... |    |                                                                       |             |                          |                    |
| 206 | 11 | Captain Konstadt Coon 2 : Hindsight                                   | Trey Parker | Trey Parker              | 27 octobre 2010    |
| Suite de l'épisode Le Coon, Captain Konstadt est le second épisode d'une série de quatre : le Coon est de retour et a formé une bande avec ses amis : Le Coon et sa bande dont Mystérion fait également partie. Ils souhaitent s'attaquer au problème pétrolier du golfe du Mexique, mais doivent d'abord résoudre un problème au sein de leur organisation secrète.                                                                  |    |                                                                       |             |                          |                    |
| 207 | 12 | L'Éveil de Mystérion Mysterion Rises                                  | Trey Parker | Trey Parker              | 3 novembre 2010    |
| Suite des épisodes Le Coon et Captain Konstadt, L'Éveil de Mystérion est centré sur le super-héros Mystérion. Dans l'épisode, Cartman (alias Le Coon) est renvoyé de sa propre bande de super-héros Le Coon et sa bande, et, afin de se venger de ses amis, va se rallier à Cthulhu (le Grand Ancien). |    |                                                                       |             |                          |                    |
| 208 | 13 | Le Coon contre le Coon et sa bande Coon vs Coon and Friends           | Trey Parker | Trey Parker              | 10 novembre 2010   |
| Suite des épisodes Le Coon, Captain Konstadt et L'Éveil de Mystérion. Le Coon et sa bande sont en mauvaise posture face à Cthulhu et Cartman. Mystérion, dont on sait à présent l'identité, tente alors de les sauver malgré le poids de la malédiction que lui impose son pouvoir. |    |                                                                       |             |                          |                    |
| 209 | 14 | Crème fraîche Crème Fraiche                                           | Trey Parker | Trey Parker              | 17 novembre 2010   |
| Pendant que Randy Marsh, obsédé par les chaînes de cuisine, décide de devenir le cuisinier de l'école, son épouse Sharon tente de perdre du poids pour regagner son intérêt. Elle achète alors un Shake Weight. Mais ce « sport » envahit vite sa vie... |    |                                                                       |             |                          |                    |